# Estación de Barrio del Puerto
Barrio del Puerto es una estación de la línea 7 del Metro de Madrid situada bajo la avenida de España en el barrio del mismo nombre del municipio de Coslada.

## Historia y características
La estación forma parte del tramo de MetroEste, abierto al público el 5 de mayo de 2007.
La estación ha sufrido varias obras de rehabilitación desde su inauguración para garantizar la seguridad y aliviar las grietas que se han formado encima de los túneles por los que discurre el tramo MetroEste. Véase Obras de rehabilitación en Línea 7 para más detalles.

## Accesos
Vestíbulo Barrio del Puerto
- Avenida de España Avda. España, 8 (junto al parque)
- Ascensor Avda. España, 8 (junto al parque)

## Líneas y conexiones

### Metro
| << cabecera          | < estación      | línea | estación >            | cabecera >>                                   |
| -------------------- | --------------- | ----- | --------------------- | --------------------------------------------- |
| Hospital del Henares | Coslada Central |       | Estadio Metropolitano | Pitis Cambio de tren en Estadio Metropolitano |

### Autobuses
| Diurnos |                                   |                                    |                           |
| Línea   | Destino                           | Parada                             | Operador                  |
| 288     | Coslada - San Fernando de Henares | 17615 Av. España-Barrio del Puerto | Avanza Movilidad Integral |
| SE7     | Hospital del Henares              | 17615 Av. España-Barrio del Puerto | Monbus                    |
| 288     | Madrid (Ciudad Lineal)            | 17616 Av. España-Barrio del Puerto | Avanza Movilidad Integral |